# La posada embrujada
La posada embrujada (L'auberge ensorcelée) es una película muda de la productora francesa Star Film del año 1897, dirigida por Georges Méliès. Es la n.° 122-123 de sus catálogos.

## Sinopsis
Un viajero llega a una pequeña habitación de hotel, ataviado por botas de montar y casco. Cuando coloca su equipaje en la cama, este desaparece de inmediato. Más confusiones mágicas le siguen: cuando deja su casco, salta al piso y se mueve por sí mismo antes de desaparecer igualmente; cuando el viajero trata de encender una vela, salta por la habitación y explota; cuando se quita el abrigo, vuela a través de la pared; cuando trata de sentarse, su silla cambia de lugar. Finalmente, cuando logra sentarse, el viajero se quita las botas, que se alejan; cuando el viajero se mueve a la mesa de noche, también desaparece. El viajero se prepara para irse a la cama y se quita los pantalones, que vuelan por el techo. Cuando salta a la cama, también desaparece y vuelve a aparecer. El viajero, perplejo e irritado, se da por vencido y sale corriendo de la habitación.

## Concepción
La posada embrujada es la primera película conocida de Méliès que cuenta con objetos inanimados que cobran vida para provocar a sus dueños, un tema que volvería a tomar en sus próximos filmes. La idea de un invitado tratando de dormir sin éxito en una habitación de hotel, que ya era popular en aquella época en los teatros de variedades, había sido utilizada por primera vez por Méliès en 1896, en su película Una noche terrible. En La posada del buen reposo, película de 1903, Méliès utilizará una trama muy similar a La posada embrujada, pero la amplió considerablemente. El motivo de un viajero cargado de velas también regresó en otra película de 1903, llamada El fantasma y la vela. El tema del huésped del hotel reaparecería nuevamente, con mayor sofisticación, en Hotel de viajantes, de 1906.
La posada embrujada probablemente fue inspirado por Hanlon-Lees, una compañía británica de acróbatas populares en Europa en la década de 1880. Los Hanlon-Lees, describiéndose a sí mismos como entortilationists, se especializaron en espectaculares comedias de alta energía en las que retozaban y rebotaban maníacamente por el escenario, a menudo saltando a través de trampas ocultas en el set. En una de sus rutinas, un invitado en una posada iluminada por velas, fue primero atormentado por sus zapatos que cobraban vida, y luego perseguido por demonios en el escenario. Otras películas de Méliès, que llevan la marca de la inspiración Hanlon-Lees, incluyen La posada del buen reposo y El inquilino diabólico. Otra inspiración para La posada embrujada probablemente provenía de una famosa e influyente féerie de 1839, conocida como Les Pilules du Diable, que incluía una escena en una habitación embrujada.

## Producción
La película fue filmada al aire libre, en el jardín de Méliès en Montreuil, Sena-Saint-Denis. Los objetos inanimados fueron animados usando cables, se crearon otros efectos especiales utilizando pirotecnia y la técnica de edición conocida como stop trick, lo que permitió que ocurrieran las desapariciones mágicas. Méliès interpretó al viajero.